# Ingo Herzke

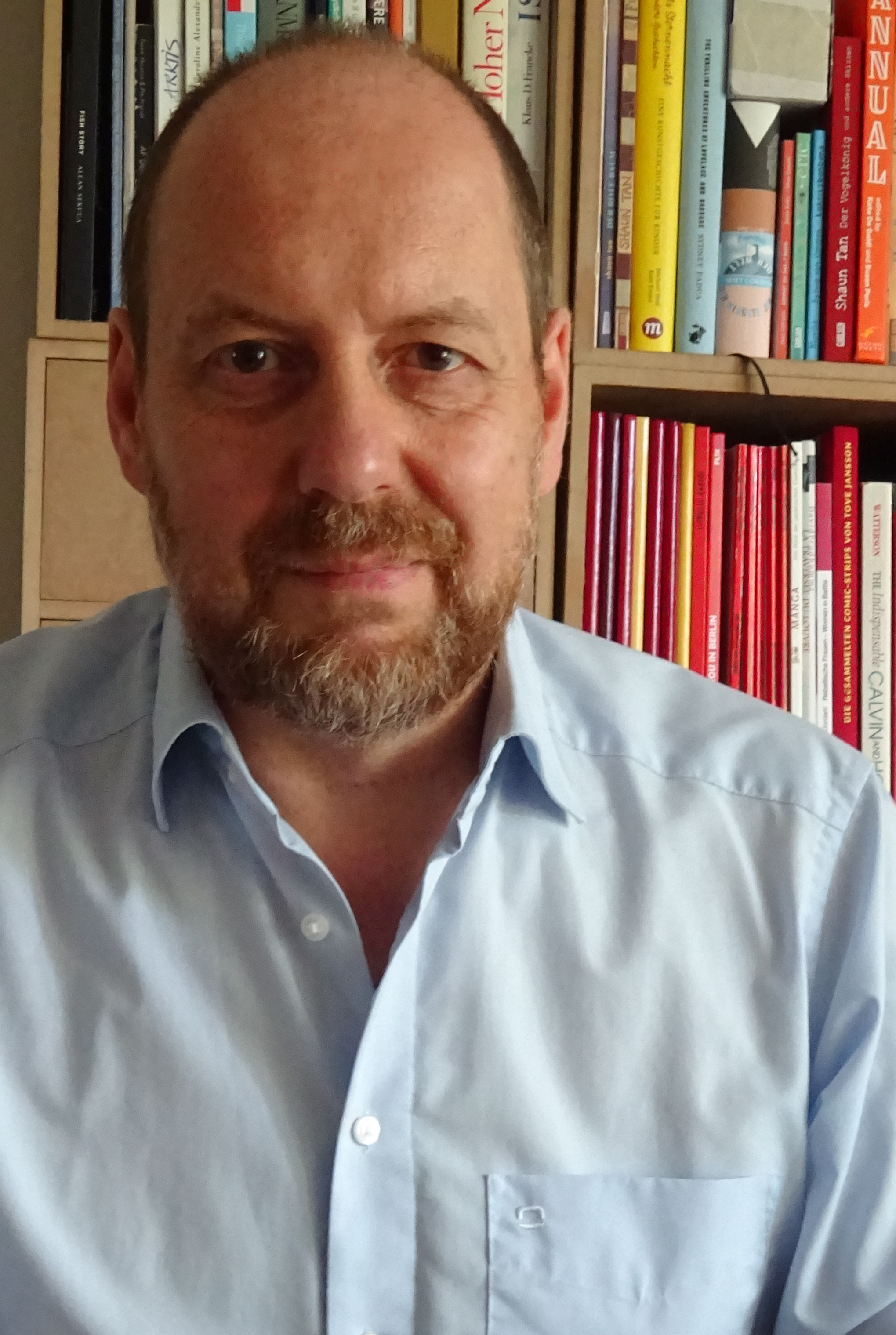
Ingo Herzke 2020

Ingo Herzke (* 1966 in Alfeld (Leine)) ist ein deutscher Literaturübersetzer.
Herzke wurde 2000 durch die Übersetzung von A. L. Kennedys Roman Gleißendes Glück bekannt. Alle ihre Werke, bis auf Einladung zum Tanz, sind von ihm ins Deutsche übersetzt worden. Auch übersetzte er den Bestseller Rausch von John Griesemer und  Die souveräne Leserin von Alan Bennett. Weitere von ihm übersetzte Autoren sind unter anderen Aravind Adiga, Becky Albertalli, Kate De Goldi, Bret Easton Ellis, Paula Fox, A. M. Homes, Nick Hornby, M. J. Hyland, Jay McInerney, Rick Moody, Jeff Noon, Alex Ross, Edward St Aubyn und Gary Shteyngart.
Für die Übersetzung von Weit weg aus A. L. Kennedys Ein makelloser Mann (2001), von Kapitel 28 aus Rick Moodys Die Wassersucher (2006) und von einem Kapitel aus Gary Shteyngarts Super Sad True Love Story (2011) erhielt er jeweils den Hamburger Förderpreis für Übersetzer. Zwei von ihm übersetzte Jugendromane, Nur drei Worte von Becky Albertalli (2017) und Kompass ohne Norden von Neal und Brendan Shusterman (2019), erhielten den Preis der Jugendjury des Deutschen Jugendliteraturpreises. Im Jahr 2021 wurde ihm der Heinrich Maria Ledig-Rowohlt-Preis für seine „einfallsreichen, spielerischen Übersetzungen aus dem Englischen, …“ zuerkannt. 2023 erhielt er einen der drei Hamburger Literaturpreise in der Kategorie Literarische Übersetzung für seine Übertragung von The Netanyahus von Joshua Cohen.
Herzke ist in Wrisbergholzen aufgewachsen. Er hat Klassische Philologie, Anglistik und Geschichte an der Georg-August-Universität Göttingen und der University of Glasgow studiert.
Herzke lebt mit Frau und zwei Kindern in Hamburg. Er ist 2. Vorsitzender des Verbandes deutschsprachiger Übersetzer literarischer und wissenschaftlicher Werke (VdÜ) und Mitgründer des PEN Berlin.